# 赵勇 (排球教练员)
赵勇（1975年—），辽宁人，中國排球教練，前辽宁女排主教練，現任中國國家女子排球隊主教練。
赵勇身高兩米，副攻出身，曾入选中國男排，获得過亚运会冠军，亚锦赛冠军。其後曾担任辽宁青年男排主教练。2006年，開始出任辽宁女排主教练。2023年担任国家女排二队主教练，带领二队夺得成都大运会冠军和女排亚锦赛亚军。2024年任國少女排主教練並參加首屆的U17世界女排錦標賽，帶領球隊奪得冠軍。
2025年4月，中国排协宣布赵勇接任中國國家女子排球隊主教练。